# Posłańcy (serial telewizyjny)
Posłańcy (ang. The Messengers) – amerykański serial telewizyjny (dramat, science fiction) wyprodukowany przez Thunder Road Pictures, Warner Bros. Television oraz CBS Television Studios. Twórcą serialu jest Eoghan O’Donnell. Data premiery serialu została przesunięta z 10 kwietnia 2015 roku na 17 kwietnia 2015 przez The CW.
7 maja 2015 roku, stacja The CW ogłosiła anulowanie serialu po jednym sezonie, pozostałe odcinki zostaną wyemitowane.
W Polsce serial będzie emitowany od 2 września 2015 roku przez AXN Black.

## Fabuła
Gdy w Ziemię uderza tajemniczy obiekt, grupa nieznajomych sobie ludzi umiera. Następnie ożywają i dowiadują się, że ich przeznaczeniem jest zapobiegnięcie nadchodzącej apokalipsie. Niestety jeden z posłańców nie jest tym za kogo się podaje.

## Obsada

### Główna
- Shantel VanSanten jako Vera Buckley[5]
- Jon Fletcher jako Joshua Silburn Jr.
- Sofia Black-D’Elia jako Erin Calder[6]
- Madison Dellamea jako Amy Calder
- JD Pardo jako Raul Garcia
- Joel Courtney jako Peter Moore[6]
- Anna Diop jako Rose Arvale
- Diogo Morgado jako The Man[7]
- Craig Frank jako Alan Harris[8]

### Role drugoplanowe
- Jessika Van jako Koa Lin[9]
- Sam Littlefield jako Leland Schiller[9]
- Jamie Bamber jako Vincent Plowman[10]
- Riley Smith jako Mark Plowman[10]
- Winston Duke jako Zahir Zakaria[11]
- Lauren Bowles jako senator Cindy[12]
- Brittany O'Grady jako Nadia Garcia[13]

## Odcinki
| Sezon | Sezon | Odcinki | Oryginalna emisja The CW | Oryginalna emisja The CW | Oryginalna emisja AXN Black | Oryginalna emisja AXN Black | Oryginalna emisja AXN Black |
| Sezon | Sezon | Odcinki | Premiera sezonu          | Finał sezonu             | Premiera sezonu             | Finał sezonu                |                             |
| ----- | ----- | ------- | ------------------------ | ------------------------ | --------------------------- | --------------------------- | --------------------------- |
|       | 1     | 13      | 17 kwietnia 2015         | 24 lipca 2015            | 2 września 2015             | 18 listopada 2015           |                             |

### Sezon 1 (2015)
| #  | Tytuł                      | Reżyseria        | Scenariusz                       | Premiera         | Premiera             |
| -- | -------------------------- | ---------------- | -------------------------------- | ---------------- | -------------------- |
| 1  | Awakening                  | Stephen Williams | Eoghan O’Donnell                 | 17 kwietnia 2015 | 2 września 2015      |
| 2  | Strange Magic              | Duane Clark      | Trey Callaway, Eoghan O’Donnell  | 24 kwietnia 2015 | 2 września 2015      |
| 3  | Path to Paradise           | Cherie Nowlan    | Oanh Ly                          | 1 maja 2015      | 9 września 2015      |
| 4  | Drums of War               | Guy Bee          | Carl Binder                      | 8 maja 2015      | 16 września 2015     |
| 5  | Eye in the Sky             | Eriq La Salle    | Matt Pitts                       | 15 maja 2015     | 23 września 2015     |
| 6  | Metamorphosis              | Jeff Hunt        | Dre Alvarez, Anna Fishko         | 22 maja 2015     | 30 września 2015     |
| 7  | Deus Ex Machina            | Jim Conway       | Clark Perry                      | 29 maja 2015     | 7 października 2015  |
| 8  | A House Divided            | Paul Kaufman     | Harrison Weinfeld, Daniel Zucker | 5 czerwca 2015   | 14 października 2015 |
| 9  | Death Becomes Her          | Larry Shaw       | Oanh Ly                          | 12 czerwca 2015  | 21 października 2015 |
| 10 | Why We Fight               | Tim Hunter       | Joe Peracchio                    | 19 czerwca 2015  | 28 października 2015 |
| 11 | Harvest                    | Oz Scott         | Carl Binder                      | 10 lipca 2015    | 4 listopada 2015     |
| 12 | Spark of Hope              | Fred Toye        | Eoghan O’Donnell                 | 17 lipca 2015    | 11 listopada 2015    |
| 13 | Houston, We Have a Problem | Duane Clark      | Trey Callaway                    | 24 lipca 2015    | 18 listopada 2015    |

## Produkcja
8 maja 2014 roku, stacja The CW zamówiła serial na sezon telewizyjny 2014/15, którego premiera jest przewidziana na midseason.